# Gare de Conty
La gare de Conty est une ancienne gare ferroviaire française de la ligne de Saint-Omer-en-Chaussée à Vers, située sur le territoire de la commune de Conty, dans le département de la Somme, en région Hauts-de-France.

## Situation ferroviaire

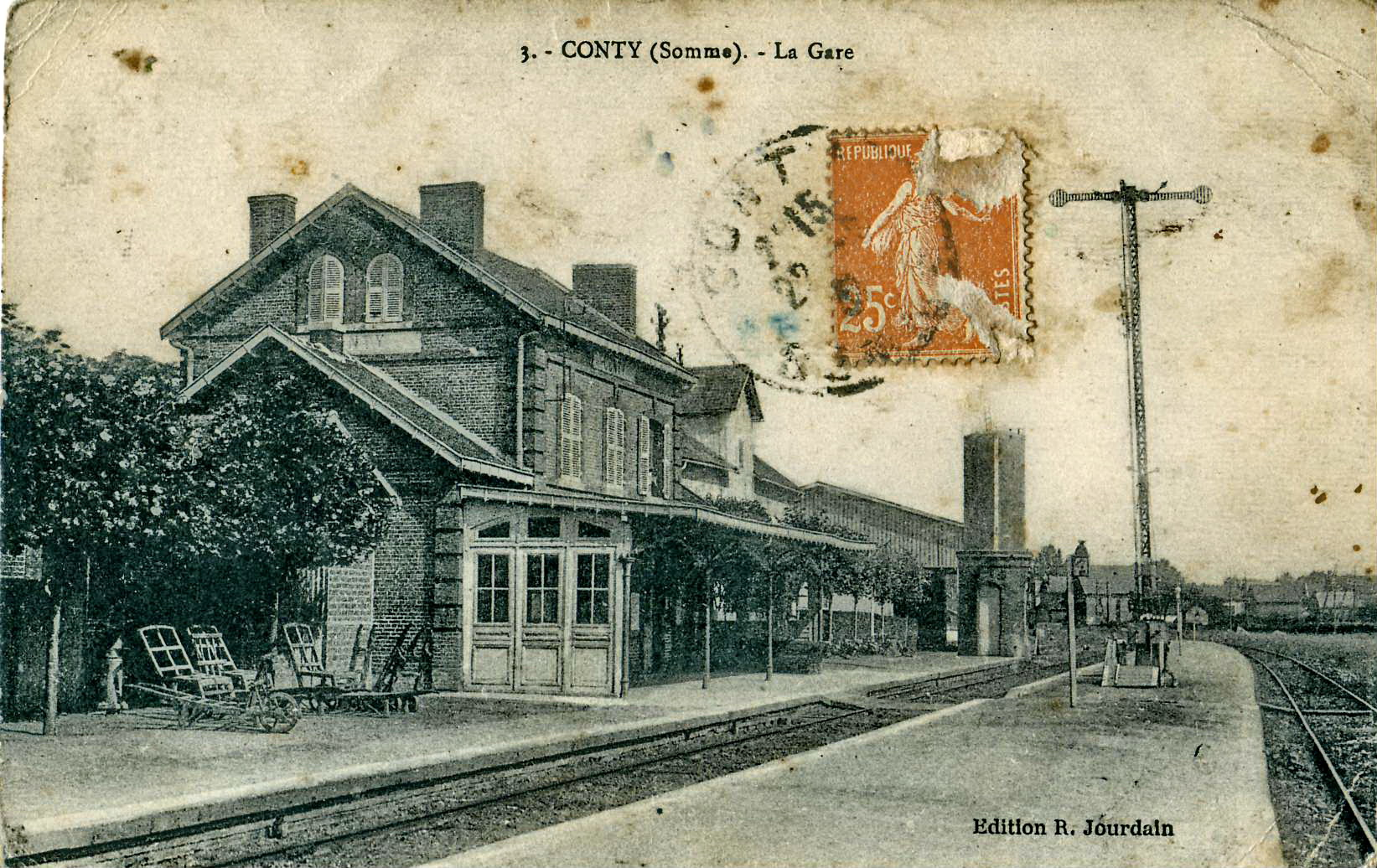
L'intérieur de la gare, avant la Première Guerre mondiale.
Remarquer sur le quai central l'électro-sémaphore Lartigue, qui assurait la sécurité des circulations ferroviaires sur la voie unique de la ligne.
La ligne a été doublée à la fin de la guerre pour assurer les besoins militaires

La gare de Conty est située entre les points d'arrêt de Monsures et de Tilloy-lès-Conty sur la ligne de Saint-Omer-en-Chaussée à Vers, au point kilométrique 124,077. 

## Histoire
Cette ligne reliant les Beauvais - Saint-Omer-en-Chaussée - Amiens fut déclarée d'utilité publique le 15 juin 1872. Conty fut reliée à Vers-sur-Selles (Amiens) le 18 août 1874 tandis que le prolongement en direction de Saint-Omer-en-Chaussée fut ouvert le 15 avril 1876.
Première Guerre mondiale
La ligne et la gare ont été utilisées par les troupes françaises pour alimenter le front picard,.
Elle a notamment vu le 5 juin 1918 l'embarquement de chars Schneider CA1 vers le front,,,.
Fin de la ligne
Dans le cadre de la coordination des transports, le service voyageur a été transféré sur route le 9 janvier 1939 mais a repris du printemps 1942 à la Libération de la France en raison de la pénurie d'essence et du bombardement du viaduc de Poix sur la ligne Amiens - Rouen.
Le tronçon entre Conty et Crèvecœur-le-Grand a été fermé au trafic marchandises en 1969 tandis que celui de Conty à Vers-sur-Selles a été fermé en 1979.
La plate-forme ferroviaire autour de Conty a été transformée en chemin de promenade sous le nom de coulée verte, et la gare est transformée en habitation.